# Bi-a và snooker tại Đại hội Thể thao Đông Nam Á 2007

Giải bi-a và snooker tại Đại hội Thể thao Đông Nam Á 2007 diễn ra từ ngày 10 đến ngày 14 tháng 12 năm 2007 với 13 nội dung thi đấu.

## Xếp hạng theo quốc gia
| Hạng | Đoàn        | Vàng | Bạc | Đồng | Tổng |
| ---- | ----------- | ---- | --- | ---- | ---- |
| 1    | Thái Lan    | 5    | 5   | 4    | 14   |
| 2    | Philippines | 3    | 1   | 3    | 7    |
| 3    | Malaysia    | 2    | 3   | 2    | 7    |
| 4    | Indonesia   | 1    | 1   | 1    | 3    |
| 5    | Việt Nam    | 1    | 1   | 0    | 2    |
| 6    | Myanma      | 1    | 0   | 1    | 2    |
| 7    | Singapore   | 0    | 2   | 2    | 4    |
| Tổng | Tổng        | 13   | 13  | 13   | 39   |

## Bảng huy chương
| Nội dung                | Vàng                                                       | Bạc                                                    | Đồng                                                     |          |
| ----------------------- | ---------------------------------------------------------- | ------------------------------------------------------ | -------------------------------------------------------- | -------- |
| 8 bi đơn nam            | Alcano Ronato                                              | Tey Choon Kiat                                         | Bin Amir Ibrahim                                         | chi tiết |
| 9 bi đơn nam            | Moh Keen Ho                                                | Sangnil Noppadol                                       | Mahitthi Atthasit                                        | chi tiết |
| 9 bi đôi nam            | Philippines Gabica Antonio Manalo Marlon                   | Singapore Chan Keng Kwang Toh Lian Han                 | Malaysia Bin Amir Ibrahim Lee Poh Soon                   | chi tiết |
| Billiards Anh đơn nam   | Chaithanasakun Praprut                                     | Sujaritthurakarn Thawat                                | Thway Oo Nay                                             | chi tiết |
| Billiards Anh đôi nam   | Myanma Oo Kyaw San Oo Aung                                 | Malaysia Bin Yurnalis Roslan Moh Loon Hong             | Thái Lan Chaithanasakun Praprut Sujaritthurakarn Thawat  | chi tiết |
| Carom 1 băng đơn nam    | Dương Anh Vũ                                               | Nguyễn Sỹ Tường                                        | Tan Kiong An                                             | chi tiết |
| Snooker 6 bi đỏ đơn nam | Phonbun Phaithoon                                          | Un-Nooh Thepchaiya                                     | Lim Chun Kiat                                            | chi tiết |
| Snooker đơn nam         | Moh Keen Ho                                                | Sangnil Noppadol                                       | Mahitthi Atthasit                                        | chi tiết |
| Snooker đôi nam         | Thái Lan Mahitthi Atthasit Phonbun Phaithoon               | Malaysia Moh Keen Ho Yong Kein Foot                    | Philippines Guevarra Benjamin Jr Ortega James Al         | chi tiết |
| Snooker đồng đội nam    | Thái Lan Jantad Pramual Phonbun Phaithoon Sangnil Noppadol | Malaysia Moh Loon Hong Thor Chuan Leong Yong Kein Foot | Singapore E Boon Aun Keith Gilchrist Peter Lim Chun Kiat | chi tiết |
| Snooker 6 bi đỏ đơn nữ  | Jaisuekul Santhinee                                        | Basas Mary Ann                                         | Ranola Iris                                              | chi tiết |
| 8 bi đơn nữ             | Ticoalu Angeline Magdalena                                 | Jaisuekul Santhinee                                    | Amit Rubilen                                             | chi tiết |
| 9 bi đơn nữ             | Amit Rubilen                                               | Ticoalu Angeline Magdalena                             | Jaisuekul Santhinee                                      | chi tiết |